# Jack Finley
Jack Finley, född 2 september 2002, är en amerikanskfödd kanadensisk professionell ishockeyforward som är kontrakterad till Tampa Bay Lightning i National Hockey League (NHL) och spelar för Syracuse Crunch i American Hockey League (AHL).
Han har tidigare spelat för Spokane Chiefs och Winnipeg Ice i Western Hockey League (USHL).
Finley draftades av Tampa Bay Lightning i andra rundan i 2020 års draft som 57:e spelare totalt.
Han är son till Jeff Finley.

## Statistik
| 2016–2017  | Pursuit of Excellence U15 | CSSHL      | 27  | 23 | 25 | 48  | 16  | 5  | 1 | 5  | 6  | 6  |
|            | Pursuit of Excellence U17 | CSSHL      | 3   | 4  | 0  | 4   | 2   | —  | — | —  | —  | —  |
| 2017–2018  | Okanagan Rockets U18      | BC MML     | 33  | 11 | 22 | 33  | 36  | 2  | 0 | 1  | 1  | 4  |
|            | Penticton Vees            | BCHL       | 2   | 1  | 0  | 1   | 0   | —  | — | —  | —  | —  |
|            | Spokane Chiefs            | WHL        | 7   | 0  | 1  | 1   | 8   | —  | — | —  | —  | —  |
| 2018–2019  | Spokane Chiefs            | WHL        | 63  | 9  | 10 | 19  | 44  | 15 | 1 | 7  | 8  | 8  |
| 2019–2020  | Spokane Chiefs            | WHL        | 61  | 19 | 38 | 57  | 32  | —  | — | —  | —  | —  |
| 2020–2021  | Spokane Chiefs            | WHL        | 1   | 0  | 0  | 0   | 0   | —  | — | —  | —  | —  |
|            | Syracuse Crunch           | AHL        | 2   | 0  | 0  | 0   | 0   | —  | — | —  | —  | —  |
| 2021–2022  | Spokane Chiefs            | WHL        | 21  | 8  | 8  | 16  | 40  | —  | — | —  | —  | —  |
|            | Winnipeg Ice              | WHL        | 39  | 19 | 15 | 34  | 28  | 15 | 7 | 6  | 13 | 20 |
| 2022–2023  | Syracuse Crunch           | AHL        | 67  | 12 | 9  | 21  | 49  | —  | — | —  | —  | —  |
| 2023–2024  | Syracuse Crunch           | AHL        | 52  | 13 | 19 | 32  | 29  | 2  | 0 | 0  | 0  | 0  |
| 2024–2025  | Tampa Bay Lightning       | NHL        | 1   | 0  | 0  | 0   | 0   | —  | — | —  | —  | —  |
|            | Syracuse Crunch           | AHL        | 10  | 2  | 4  | 6   | 2   | —  | — | —  | —  | —  |
| NHL totalt | NHL totalt                | NHL totalt | 1   | 0  | 0  | 0   | 0   | —  | — | —  | —  | —  |
| AHL totalt | AHL totalt                | AHL totalt | 131 | 27 | 32 | 59  | 80  | 2  | 0 | 0  | 0  | 0  |
| WHL totalt | WHL totalt                | WHL totalt | 192 | 55 | 72 | 127 | 152 | 30 | 8 | 13 | 21 | 28 |